# Pokkiri

Pokkiri est un film Tamoul réalisé en 2007 par Prabhu Deva. C'est l'un des 50 films de l'acteur indien Vijay qui a connu un très grand succès. Pokkiri est le remake de Pokiri, film télougou réalisé par Puri Jagannadh en 2006).

## Synopsis
Chennai, de nos jours... 
Thamizh (Vijay) est un pokkiri, c’est-à-dire un voyou. 
Si ses actes sont parfois pourvus d’une bonne intention, au départ, le jeune homme trucide avec une certaine "facilité" les autres pokkiri qui veulent lui faire la peau. 
Il rencontre Shruti (Asin Thottumkal), une ravissante jeune femme, douce.  
Elle travaille, aidant ainsi sa mère et son petit frère au quotidien. 
Thamizh en tombe immédiatement amoureux et fait tout pour la conquérir. 
Au début, Shruthi est peu réceptive, mais le jour où le voyou corrige un officier de police qui ne cessait de la harceler, la jeune femme se rend compte de ses sentiments pour Thamizh. 
Seulement, vivre une histoire d’amour n’est pas toujours facile pour un voyou comme Thamizh, sans cesse attaqué par les membres d’un gang dirigé par l'énigmatique Ali Bhai (Prakash Raj), un grand trafiquant.

## Fiche technique
- Réalisateur : Prabhu Deva

## Distribution
- Vijay : Thamizh
- Asin Thottumkal : Shruthi
- Prakash Raj : Ali Bhai
- Napoleon : Mohammed Moideen Khan
- Nassar : Shanmughavel
- Sriman : Saravanan
- Vadivelu : Body Soda
- Brinda Parekh : Mona

## Bande originale
Les chansons de ce film, composée par Mani Sharma ont connu un très grand succès tout comme le film qui a été le premier film réalisé par Prabhu Deva Sundaram.
| Song                     | Artist(s)                     | Picturization                    | Length | Lyrics         |
| Dole Dole Than           | Ranjith, Suchitra             | Vijay, Asin Thottumkal           | 4:43   | Pa. Vijay      |
| Aadungada Yennai Suththi | Naveen                        | Vijay, Prabhu Deva               | 4:29   | Kabilan        |
| Nee Mutham Ondru         | Ranjith, Swetha Mohan         | Vijay, Asin Thottumkal           | 4:52   | Pa. Vijay      |
| Mambazhamam Mambazham    | Shankar Mahadevan, Ganga      | Vijay, Asin Thottumkal, Vadivelu | 4:41   | Snehan         |
| En Chella Peru Apple     | A. V. Ramanan, Suchitra       | Vijay, Mumaith Khan              | 4:35   | Pa. Vijay      |
| Vasaantha Mullai         | Rahul Nambiar, Krishnamoorthy | Vijay, Asin Thottumkal           | 4:19   | Na. Muthukumar |
| Nee Mutham Ondru (Remix) | Ranjith, Suchitra             |                                  | 4:12   | Pa. Vijay      |
| Pokkiri Theme            | Mani Sharma                   |                                  | 2:36   |                |